# ديرت: شاوداون
ديرت: شاوداون (بالإنجليزية: Dirt: Showdown)‏ ، هي لعبة فيديو إلكترونية من نوع سباق سيارات الرالي، طورها ونشرها شركة كودماسترز البريطانية، وصدرت في السوق سنة 2012م، وتعمل لأنظمة لينكس وبلاي ستيشن 3 وإكس بوكس 360 ومايكروسوفت ويندوز.